# Montrœul-au-Bois
Montrœul-au-Bois is een dorp in de Belgische provincie Henegouwen, en een deelgemeente van de Waalse gemeente Frasnes-lez-Anvaing in het Pays des Collines.
Montrœul-au-Bois was een zelfstandige gemeente, tot die bij de gemeentelijke herindeling van 1977 toegevoegd werd aan de gemeente Frasnes-lez-Anvaing. Het dorp ligt op een heuvel aan het bosgebied Bois de Pétrieux. De wielerhelling Le Trou Robin bevindt zich tussen het dorp en Herquegies.

## Bezienswaardigheden
- De Sint-Martinuskerk (Église Saint-Martin) is een neogotisch bouwwerk van 1896-1897. Vanaf de 14e eeuw was hier een bedevaartsoord, gewijd aan Onze-Lieve-Vrouw met de Juwelen (Notre-Dame des Joyaux). In de kerk zijn beelden vanaf de 14e eeuw.

## Natuur en landschap
Het plaatsje ligt tegen een helling aan van het Bois de Pétrieux dat tot 126 meter hoogte reikt, aan de rand van het Pays des Collines. Aan de kerk is de hoogte 68 meter.

## Demografische ontwikkeling
- Bronnen:NIS, Opm:1831 tot en met 1970=volkstellingen, 1976= inwoneraantal op 31 december

## Sport
In Montrœul-au-Bois is anno 2019 een kaatsclub actief.

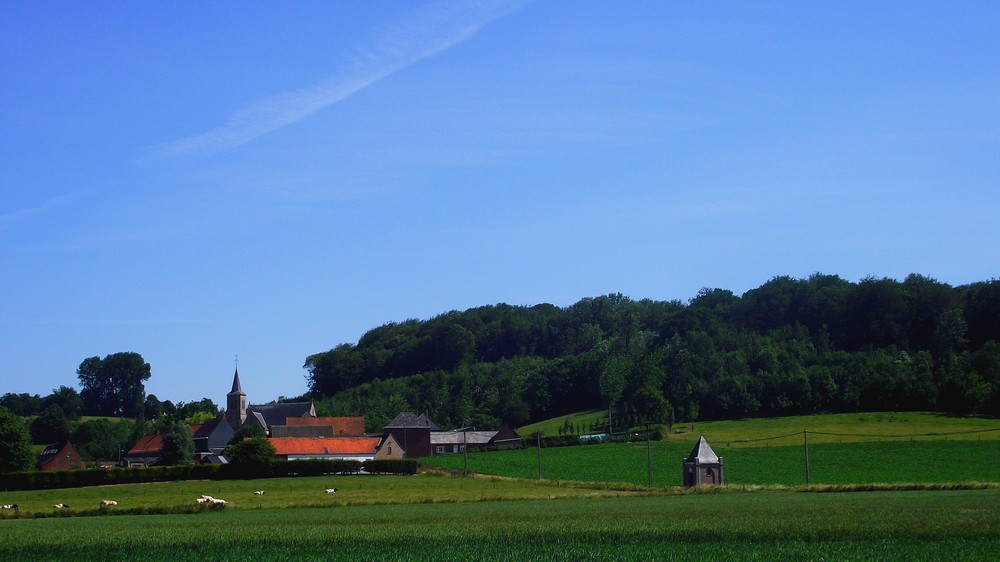
Gezicht op Montrœul-au-Bois

## Nabijgelegen kernen
Hacquegnies, Herquegies, Forest